# Ludovico Ariosto
Ludovico Ariosto (Reggio Emilia, 8. rujna 1474. – Ferrara, 6. srpnja 1533.), talijanski renesansni pjesnik 
Pisao je latinske i talijanske stihove, renesansne komedije i društvene satire, no životno mu je djelo veliki viteški ep Bijesni Orlando, zamišljen kao nastavak nedovršena Boiardova spjeva Zaljubljeni Orlando (1506.), u kojem Ariosto oživljuje fantastični srednjovjekovni viteški svijet i pretvara njegove legendarne junake u moderne ljude, sa strastima i osjećajima renesansnog čovjeka. Djelo nema ni jednog glavnog junaka, ni jedne glavne radnje, već opisuje ljubav, gospe, borbe, vitezove, odnosno junake i zbivanja vezana uz imaginarnu saracensku opsadu Pariza u doba Karla Velikoga, te u nizu glavnih i sporednih radnji razvija raskošnu sliku života u kojoj se nerazdruživo isprepleću mašta i realnost, prošlost i sadašnjost. Ep odiše životnom radošću, protkan je finim humorom, pisan s dubokim razumijevanjem za čovjeka i njegove slabosti, te - iako mu nedostaje organsko jedinstvo kompozicije - predstavlja vrhunsko dostignuće talijanske renesansne epike. Ispjevan je u savršenim stancama (strofama od 8 rimovanih jedanaesteraca), a u završnoj redakciji sadrži 46 pjevanja.

## Sadržaj Bijesnog Orlanda
Radnja spjeva nastavlja se na mjestu gdje je Boiardo zbog smrti prekinuo svog Zaljubljenog Orlanda, tj. Saraceni su po porazu franačke vojske na Pirenejima dospjeli do Pariza, gdje su se oko Karla Velikoga okupili u obranu kršćanstva i mnogi drugi europski vitezovi. U složenoj strukturi epa, u kojem se spajaju motivi iz srednovjekovne junačke i viteške epike (karolinški i bretonski coklus) te elementi preuzeti od klasika rimske književnosti, radnja se uz mnogobrojne samostalne epizode razvija na tri osnovna plana: borba Saracena i kršćanske vojske Karla Velikoga, ljubav Orlanda prema Angeliki koja završava nesretno po naslovnog junaka te on od tuge pomahnita saznavši da je ona pošla za Saracena Medora, i konačno brakom okrunjana ljubav Bradamante i Ruggiera, rodonačelnika ferrarske obitelji d'Este, zaštitinika Ariostovih.

## Ostala djela
- "Komedija o škrinji"
- "Zamjenjivanja"
- "Negromant"
- "Lena"
- "Studenti"